# Бреница (област Силистра)
 За другото българско село вижте Бреница (Област Плевен).  
Бреница е село в Североизточна България. То се намира в община Тутракан, област Силистра.

## География
Село Бреница е разположено в североизточната част на България. То има много благоприятна природна среда. Климатът е подходящ за отглеждането на зърнени култури като: пшеница, ечемик, слънчоглед, царевица и др. Почвите са богати на хумус, по-преобладаващи са черноземните и по-рядко червеноземните. Водите са оскъдни. Растителността е умерена, тревиста и горска. Животинският свят е разнообразен. Отглеждат се животни като овце, кози, говеда и много малко свине. Водеща роля за изхранването на населението в с. Бреница има земеделието. Жителите на селото масивно отглеждат царевица, слънчоглед, пшеница, ечемик и други зърнени култури. Сеят се и техническо-маслодайни култури като рапица, лавандула и други. Трайни насъждения – кайсии, сини сливи, череши и др. Според жителите на с. Бреница най-доходоносен е тютюнът. Като цяло тютюнът се отглежда в селото от ранните години на 20 век и днес продължава неговото отглеждане. Тютюнопроизводителите очакват скок на цената на тютюна (бърлей) през следващите години. В това село има и множество автоматизирани и модернизирани кравеферми, които донасят добра печалба. Обикновено тези кравеферми са съставени от 20-50 крави. Общият брой на фермерите са 5.

## История
Селото е било под румънска власт и граница със Свободна България. През 2010 г. селото се посети от множество туристи, които имаха за цел да видят чудноватите форми на релефа и пещери. Тези пещери според изследванията на учени са били останки от палеозойската ера.

## Културни и природни забележителности
В близост до селото се намират пещери и джамия, която се смята, че е изградена през Османската империя. Вероятно е построена преди 500-600 години. До днес е запазена, но за да бъде здрава трябва поддръжка.

## Редовни събития
Празникът на селото се провежда ежегодно на 7 ноември. На този празник жителите на с. Бреница се събират в читалището в центъра на селото, където се канят и много гости, роднини от другите села или градове и така става по-весело. По-масивно се празнуват празниците Рамазан байрам и Курбан байрам. Когато настъпи празникът Курбан байрам всеки мюсюлманин е длъжен да заколи овен (коч) или така наречения „курбан“. „Курбан“ означава „жертва“ (от арабски).

## Други
От 1990 г. насам на стадиона в селото не се е провеждал футболен мач. Отборът по времето на комунизма е носил името „Родина Бреница“.